# Косенко Олексій Юрійович
Олексій Юрійович Косенко (нар. 9 березня 1975, Орджонікідзе, Дніпропетровська область, УРСР) — український футболіст та тренер, виступав на позиції нападника та захисника.

## Кар'єра гравця

### «Авангрд» та «Шахтар»
Народився в місті Орджонікідзе Дніпропетровської області. Вихованець Вищого училища фізичної культури Дніпропетровська. Дорослу футбольну кар'єру розпочав у 1992 році в складі аматорського колективу з рідного міста, «Авангард» (Орджонікідзе). Того ж року отримав запрошення від павлоградського «Шахтаря», який на той час виступав у Першій лізі чемпіонату України. Дебютував у футболці «гірників» 7 вересня 1992 року в програному (1:2) домашньому поєдинку 5-о туру Першої ліги проти олександрійської «Поліграфтехніки». Олексій вийшов на поле в стартовому складі та відіграв увесь матч. Єдиним голом у футболці павлоградського колективу відзначився 28 жовтня 1992 року на 8-й хвилині переможного (2:0) домашнього поєдинку 17-о туру Першої ліги проти білоцерківської «Росі». Косенко вийшов на поле в стартовому складі, а на 88-й хвилині його замінив Віталій Карпелайнен. У футболці «Шахтаря» в Першій лізі зіграв 17 матчів та відзначився 1 голом, ще 2 поєдинки провів у кубку України.

### Запорізький етап
Напередодні старту сезону 1993/94 років перейшов до запорізького «Віктора», який того сезону стартував у Перехідній лізі. За його підсумками «Віктор» посів 3-тє місце та отримав путівку до Другої ліги. Того сезону Олексій був гравцем основи, зіграв у 31-у матчі чемпіонату та відзначився 9-а голами. Наступний сезон розпочав у складі «Віктора» в другій лізі, але в листопаді 1994 року був орендований іншим запорізьким клубом, вищоліговим «Металургом». Дебютував у футболці «металургів» 27 листопада 1994 року в програному (0:1) виїзному поєдинку 1/8 фіналу кубку України проти дніпропетровського «Дніпра». Косенко вийшов на поле на 79-й хвилині, замінивши Володимира Ваніна. У Вищій лізі дебютував за «Металург» 2 квітня 1995 року в програному (0:2) домашньому поєдинку 21-о туру проти сімферопольської «Таврії». Косенко вийшов на поле на 60-й хвилині, замінивши Олега Липського. Єдиним голом у футболці «металургів» відзначився 30 квітня 1995 року на 60-й хвилині переможного домашнього поєдинку 25-о туру Вищої ліги проти львівських «Карпат». Олексій вийшов на поле на 46-й хвилині, замінивши Сергія Ключика. У футболці «Металурга» у Вищій лізі зіграв 3 матчі та відзначився 1 голом, ще 1 поєдинок провів у кубку України. На початку травня 1995 року повернувся до «Віктора», у складі якого виступав до завершення сезону. У складі цього клубу в чемпіонатах України відіграв 52 матчі та відзначився 16-а голами, ще 4 матчі (1 гол) провів у кубку України.
Напередодні початку сезону 1995/96 років перейшов до «Торпедо», іншого запорізького клубу, який також виступав у Вищій лізі. У футболці «торпедівців» дебютував 25 липня 1995 року в переможному (1:0) домашньому поєдинку 1-о туру Вищої ліги проти луганської «Зорі-МАЛС». Олексій вийшов на 52-й хвилині, замінивши Юрія Бондаренка. Дебютним голом у складі запорожців відзначився 29 липня 1995 року на 37-й хвилині нічийного (1:1) домашнього поєдинку 2-о туру Вищої ліги проти луцької «Волині». Косенко вийшов на поле в стартовому складі та відіграв увесь матч. У складі «Торпедо» був гравце основної обойми, в чемпіонатах України зіграв 92 матчі та відзначвся 14-а голами, ще 5 матчів провів у кубку України. У середині квітня 1999 року відіграв 1 поєдинок у Другій лізі за фарм-клуб «торпедівців», запорізький «Віктор».

### «Ворскла», «Таврія» та повернення в «Торпедо»
У 1999 році переходить до полтавської «Ворскли». Дебютував у футболці полтавського колективу 24 липня 1999 року в переможному (3:0) домашньому поєдинку 4-о туру Вищої ліги проти запорізького «Металурга». Косенко вийшов на поле на 58-й хвилині, замінивши Володимира Мазяра. Наприкінці липня — в серпні 1999 року зіграв 3 матчі за «ворсклу» у Вищій лізі, решту часу виступав за фарм-клуб полтавців, «Ворсклу-2», за яку в Другій лізі зіграв 13 матчів та відзначився 1 голом. Напередодні старту сезону 2000/01 років перейшов у «Таврію». Дебютував за кримський колектив 11 березня 2001 року в програному (0:3) виїзному поєдинку 14-о туру Вищої ліги проти дніпропетровського «Дніпра». Олексій вийшов на поле на 76-й хвилині, замінивши Ігора Кислова. Проте й у Сімферополь Косенко також практично не грав за першу команду, у другій частині сезону він зіграв 4 поєдинки у чемпіонаті України.
У 2002 році футболіст вирішує змінити обстановку та повертається у запорізьке «Торпедо», яке на той час вже опустилося до Другої ліги. Дебютував у футболці запорізького колективу 24 березня 2002 року в нічийному (1:1) домашньому поєдинку 18-о туру групи В Другої ліги проти полтавської «Ворскли-2». Олексій вийшов на поле в стартовому складі та відіграв увесь матч. Дебютним голом за «торпедівців» відзначився 10 квітня 2002 року на 41-й хвилині нічийного (1:1) домашнього поєдинку 21-о туру групи В Другої ліги проти дніпродзержинської «Сталі». Косенко вийшов на поле в стартовому складі та відіграв увесь матч. У футболці «Торпедо» у Другій лізі зіграв 30 матчів та відзначився 2-а голами, ще 1 поєдинок провів у кубку України.

### Вояж до Казахстану
У 2003 році виїхав до Казахстану, де підписав контракт з клубом місцевої Прем'єр-ліги «Єсіль-Богатир». Дебютував за петропавловський клуб 20 березня 2003 року в нічийному (1:1) домашньому поєдинку 3-о туру Суперліги проти «Таразу». Олексій вийшов на поле на 46-й хвилині, замінивши Маріфалієва. У футболці казахського клубу зіграв 11 матчів.

### Повернення до України та завершення кар'єри
Наприкінці літа 2003 року повернувся до України, де підсилив аматорський клуб «Гірник» (Кривий Ріг). У 2003—2004 роках разом з криворізьким колективом виступав в аматорському чемпіонаті України та чемпіонаті Дніпропетровської області. У сезоні 2004/05 років «Гірник» стартував на професіональному рівні, одним із гравців тієї команди був Олексій Косенко. Дебютував на професіональному рівні за «Гірник» 25 липня 2004 року в програному (0:1) виїзному поєдинку 1-о туру групи Б Другої ліги проти «Севастополя». Олексій вийшов на поле в стартовому складі та відіграв увесь матч, а на 37-й хвилині отримав жовту картку. Дебютними голами в складі клубу відзначився 31 жовтня 2004 року на 25-й та 63-й хвилинах переможного (5:1) домашнього поєдинку 13-о туру групи Б Другої ліги проти кіровоградської «Зірки». Косенко вийшов на поле в стартовому складі та відіграв увесь матч. У футболці «Гірника» в Другій лізі зіграв 34 матчі та відзначився 4-а голами, ще 1 матч (1 гол) провів у кубку України. Взимку 2005 року залишив криворізький клуб. З 2006 по 2014 рік захищав кольори команди рідного міста, «Авангард» (Орджонікідзе) в чемпіонаті Дніпропетровської області. У 2014 році завершив кар'єру гравця.

## Кар'єра тренера
Після завершення кар'єри гравця розпочав тренерську діяльність. З 2016 року допомагає тренувати «Авангард» (Покров).

## Досягнення
- Перехідна ліга чемпіонату України
  -  Бронзовий призер (1): 1993/94